# 11583 Breuer
11583 Breuer eller 1994 PZ28 är en asteroid i huvudbältet som upptäcktes den 12 augusti 1994 av den belgiske astronomen Eric W. Elst vid La Silla-observatoriet. Den är uppkallad efter Jozef Breuer.
Asteroiden har en diameter på ungefär 4 kilometer.